# Орґметса
О́рґметса (ест. Orgmetsa küla) — село в Естонії, у волості Ярва повіту Ярвамаа.

## Населення
Чисельність населення на 31 грудня 2011 року становила 55 осіб.

## Географія
Через населений пункт проходить автошлях 39 (Тарту — Йиґева — Аравете).

## Історія
До 21 жовтня 2017 року село входило до складу волості Албу.

## Пам'ятки природи
На північний захід від села лежить природний заповідник Курісоо (Kurisoo LKA).